# آلبرتو ماسیاس
آلبرتو ماسیاس (اسپانیایی: Alberto Macías‎؛ زادهٔ ۲۸ دسامبر ۱۹۶۹) بازیکن فوتبال اهل مکزیک بود.
از باشگاه‌هایی که در آن بازی کرده‌است می‌توان به باشگاه فوتبال کروز آزول، باشگاه فوتبال آمریکا، باشگاه فوتبال آتلانتی، باشگاه فوتبال اطلس، و باشگاه فوتبال دپورتیوو تولوکا اشاره کرد.
وی همچنین در تیم‌های ملی فوتبال زیر ۲۳ سال مکزیک و مکزیک بازی کرده‌است.